# Stora Höga
Stora Höga is een plaats in de gemeente Stenungsund in het landschap Bohuslän en de provincie Västra Götalands län in Zweden. De plaats heeft 2553 inwoners (2005) en een oppervlakte van 235 hectare.

## Verkeer en vervoer
Bij de plaats lopen de E6 en Länsväg 160.
De plaats heeft een station aan de spoorlijn Göteborg - Skee.